# Александровка (Романовский район)
На сегодняшний день проживает 8 человек.
Алекса́ндровка (укр. Олександрівка) — село на Украине, основано в 1637 году, находится в Романовском районе Житомирской области.
Население по переписи 2001 года составляет 32 человека. Почтовый индекс — 13031. Телефонный код — 4146. Занимает площадь 20 км².

## Адрес местного совета
130131, Житомирская область, Романовский р-н, с.Малая Козара, ул.Центральная, 15